# St. Jobst (Odisheim)

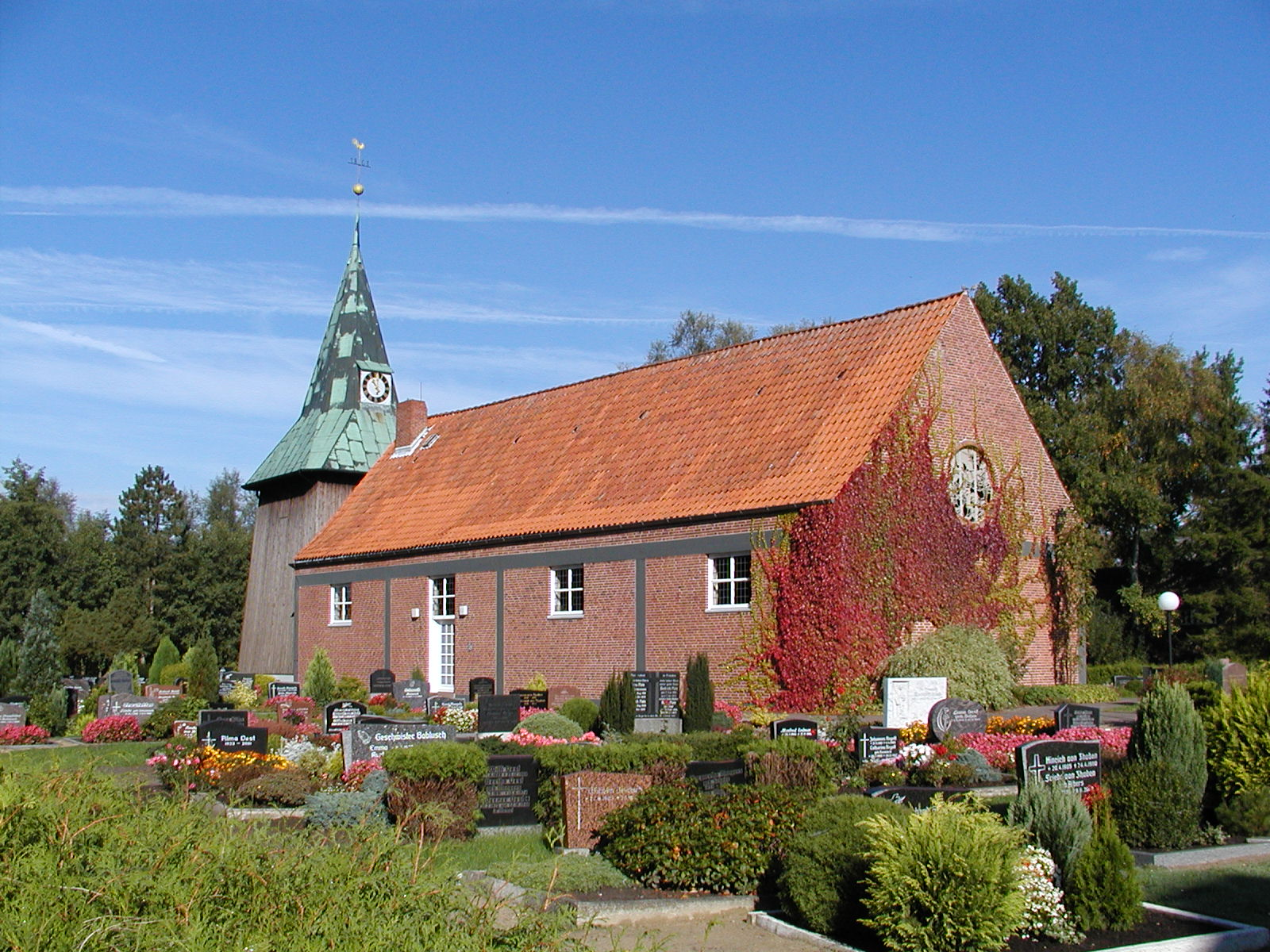
St.-Jobst-Kirche

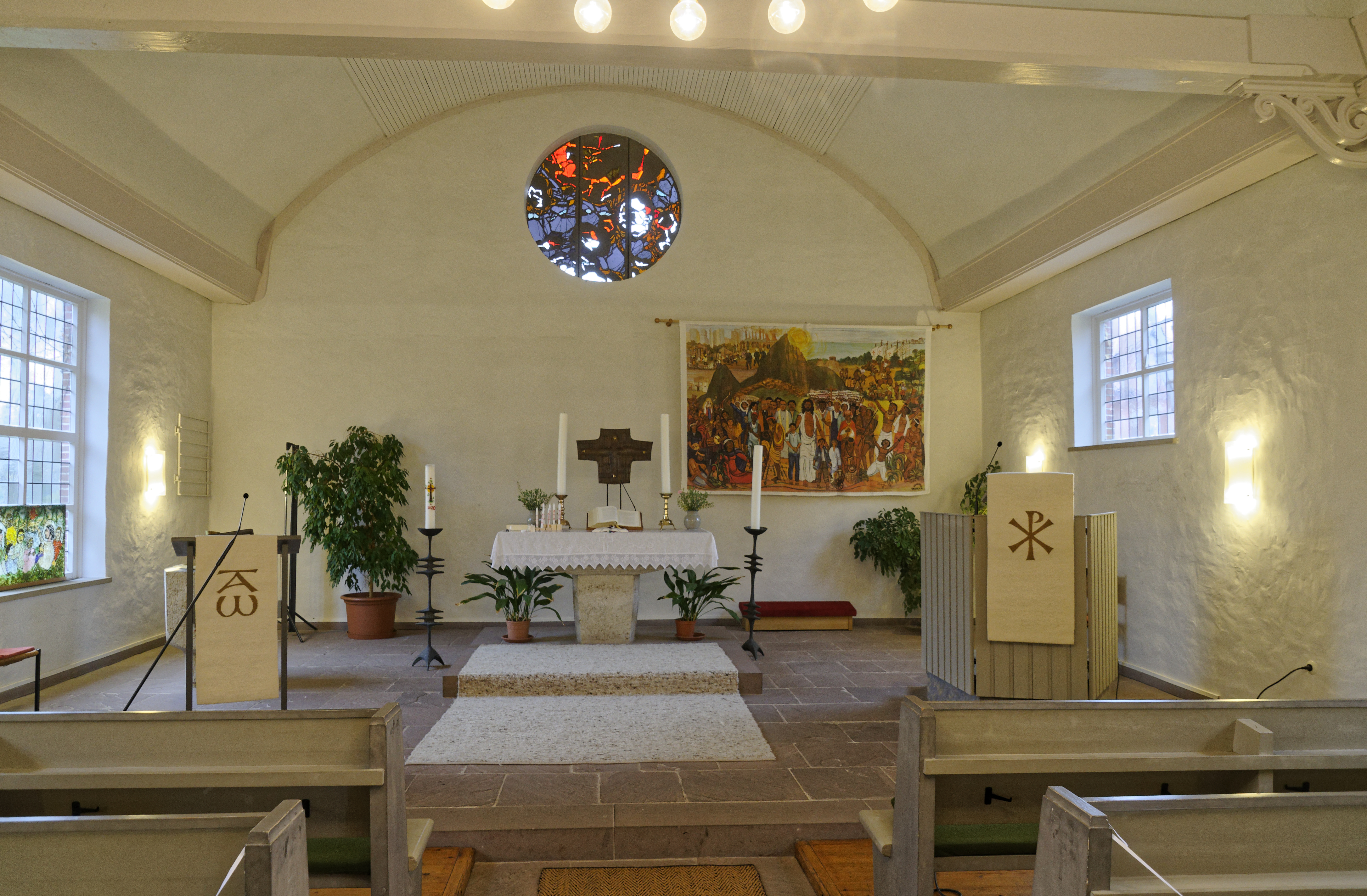
Innenansicht

Die evangelisch-lutherische St.-Jobst-Kirche steht auf dem Kirchfriedhof von Odisheim, einer Mitgliedsgemeinde der Samtgemeinde Land Hadeln im Landkreis Cuxhaven von Niedersachsen. Die Kirchengemeinde gehört zum Kirchenkreis Cuxhaven-Hadeln im Sprengel Stade der Evangelisch-lutherischen Landeskirche Hannovers. Der Glockenturm und der Kirchhof stehen unter Denkmalschutz.

## Beschreibung
Die Saalkirche wurde 1803 als Fachwerkkirche erbaut. Sie wurde damals zur Dorfstraße verlagert, wohin sich das Zentrum des Ortes verändert hatte. Die Wände wurden 1863 aus Backsteinen erneuert. Die Bogenfenster wurden nachträglich durch quadratische Fenster ersetzt, die im Giebel im Osten wurden zugesetzt und durch ein Ochsenauge ersetzt. Das Krüppelwalmdach wurde zum Satteldach umgebaut. Im Westen steht ein freistehender hölzerner Glockenstuhl aus dem beginnenden 17. Jahrhundert, der 1803 von der alten Kirche am Westerweg übernommen wurde. Der Innenraum ist mit einem Tonnengewölbe überspannt. Die schlichte Kirchenausstattung stammt aus der Bauzeit, nur das Kruzifix, das um 1400 entstanden ist, wurde aus der alten Kirche übernommen. 